# Assif El Mal
Assif El Mal  (in arabo اسيف المال‎?) è un centro abitato e comune rurale del Marocco situato nella provincia di Chichaoua, regione di Marrakech-Safi. Conta una popolazione di 7 511 abitanti (censimento 2014).